# 杭琪
杭琪（？—？），江东人，元末明初政治人物。
元朝归顺朱元璋，后担任户部侍郎。洪武元年，升任户部尚书。工部准备征调苏、松、嘉、湖四府的民工到京修建城池，后杭琪反对，得到朱元璋批准。